# رولا نورمن
رولا نورمن (فرانسوی: Rolla Norman‎; ۲۴ ژوئن ۱۸۸۹ – ۱۸ نوامبر ۱۹۷۱) بازیگر اهل فرانسه بود.
از فیلم‌ها یا برنامه‌های تلویزیونی که وی در آن نقش داشته‌است می‌توان به سوءقصد به جان دوک گیز و سگ زرد اشاره کرد.